# Salomea Chwatowa
Salomea Chwat z domu Kutner (ur. ok. 1832 lub ok. 1840, zm. 23 grudnia 1933 w Warszawie) – polska tłumaczka sztuk teatralnych, nauczycielka języków, literatka oraz działaczka na rzecz bezdomnych dzieci.

## Życiorys
Uczestniczyła w powstaniu listopadowym. Była dwukrotnie zamężna; jej drugim mężem był Ludwik Chwat, chirurg i ordynator w szpitalu starozakonnych w Warszawie.
Była założycielką warszawskiego Towarzystwa Opieki nad Maltretowanymi Dziećmi.
W 1899 przemawiała na Kongresie Międzynarodowej Rady Kobiet w Londynie.
Współpracowała z Kurierem Porannym, a w Księdze jubileuszowej „Kurjera Porannego” 1877-1902 Wydanej z powodu 25-lecia pisma, ukazał się jej tekst pt. O działalności kobiet w ciągu ćwierćwiecza.
Przełożyła między innymi Blanchette autorstwa Eugène Brieuxa, wystawiane w 1901 na deskach Teatru Miejskiego we Lwowie. W zbiorach Archiwum Akt Nowych znajduje się tekst jej do utworu Na cześć imienin Józefa Piłsudskiego, do muzyki Jana Adama Maklakiewicza.
W 1930 została odznaczona Krzyżem Kawalerskim Orderu Odrodzenia Polski.

## Twórczość
- Życie to walka: niezłomna siła woli to zwycięstwo (Warszawa, 1929)[6]